# Mio Technology
Mio Technology è un produttore taiwanese di prodotti elettronici: palmari e PDA, smartphone e strumenti di navigazione personale (PND o personal navigation devices). Tutti i prodotti sono focalizzati al ritmo di uno «stile di vita mobile».
Il suo marchio principale è "Mio explore more".
Dal 2002, Mio Technology ha preso una direzione che ha consentito all'azienda di sviluppare alcuni dei prodotti di navigazione personale più avanzati oggi disponibili. "Da sempre cerchiamo di sviluppare nuove tecnologie che aiutino le persone a esplorare il mondo circostante. Sfruttando la nostra esperienza in tecnologie PDA, abbiamo sviluppato e rilasciato il primo PDA integrato con il sistema GPS già nel 2003. Il successo di questo innovativo prodotto sui mercati altamente competitivi di Taiwan e Corea del sud ha consentito a Mio Technology di affermarsi come una delle società di navigazione GPS in più rapida crescita del mondo."
Il marchio Mio DigiWalker è stato lanciato in Europa nel 2004, seguito ben presto dall'espansione in Australia, Giappone e Stati Uniti. Grazie al software di facile uso e alle funzionalità hardware integrate, abbiamo rapidamente conquistato quote di mercato in questi nuovi segmenti.
In seguito alla fusione con Navman nel 2007, Mio ha rinnovato nel 2008 la propria immagine aziendale e in contemporanea ha lanciato i primi dispositivi integrati, la Serie Mio Moov, con un innovativo pacchetto di contenuti e servizi tra cui il software MioMoreTM che permette l'aggiornamento dei Punti di Interesse in tempo reale, collegandosi in remoto ad Infobel.com (il primo servizio Europeo di ricerca GPS locale).
Oggi Mio è una delle aziende leader del settore con sedi a Taiwan, in Cina, Giappone, Sud Corea, Australia, Stati Uniti e Europa.
Mio Technology produce e commercializza dispositivi che permettono agli utenti di trarre vantaggio dai più innovativi servizi che la navigazione offre. Mio attualmente impiega più di 1500 dipendenti in tutto il mondo e vende e commercializza i suoi prodotti in oltre 47 nazioni. Le sedi di Mio in Europa sono in Belgio, UK e Polonia.
I prodotti Mio, che comprendono sistemi di navigazione per auto, sistemi di navigazione portatile e PDA, sono stati sviluppati sulla base delle esigenze dei clienti. Il pay off di Mio, “Explore More”, esprime il cambiamento del modo in cui gli utenti dovrebbero esplorare il mondo: in maniera semplice e spontanea.

## Prodotti
PDA con GPS - PDA Phone
- Serie Axx: A501, A502, A700, A701, A702

GPS autonomi - Automotive
- Serie C7xx: C710, C720, C720t
- Serie C5xx: C510, C510E, C520, C520t
- Serie C3xx: C310, C310s, C310x, C310sx, C320
- Serie C2xx: C210, C210s, C220 ,C230,C250
- Serie M3xx: M300, M305
- Serie M4xx: M400, M400Lite, M405
- Serie Moov xxx: Moov 200, Moov 210, Moov 330, Moov 370
- Serie Spirit TV

Telefonini cellulari
- Serie 8xxx: 8380, 8390, 8890

## Milestone
- 2008

A seguito della fusione con Navman, Mio ha rinnovato la propria immagine aziendale con un nuovo pay off “Explore More”
Lancia i suoi primi dispositivi integrati, la Serie Mio Moov
Lancia MioMoreTM, un innovativo pacchetto di contenuti e servizi tra cui il software che permette l'aggiornamento dei Punti di Interesse in tempo reale, collegandosi in remoto ad Infobel.com – il primo servizio Europeo di ricerca GPS locale
- 2007

Lancia la Serie C, PND con display 4,3” con interfaccia a schermo diviso
Lancia Mio C620, il primo PND con visualizzazione in 3D
Fusione globale con Navman
- 2006

Lancia Mio A701, il primo Smartphone con GPS integrato
È  al terzo posto al mondo tra i più grandi vendor di PDA
Mantiene la posizione numero 3 nel mercato EMEA per i dispositivi GPS portatili (fonte: Canalys)
Numero 1 per i PDA con GPS nel mercato EMEA (fonte: Canalys)
- 2005

Mio DigiWalker penetra sul mercato di Australia, Giappone e U.S.A.Lancio di Mio DigiWalker 269, il primo GPS dedicato munito di disco rigido integrato
Mio DigiWalker si associa ad Avis Rent-a-Car nella Corea del Sud per offrire ai propri clienti dei dispositivi GPS per le visite all'isola di Cheju
Mio DigiWalker è nuovamente al primo posto nel settore dei palmari in Corea del Sud e a Taiwan (fonte: IDC)
Mio DigiWalker è la seconda azienda produttrice di palmari in Europa (fonte: Canalys)
Mio DigiWalker è tra i primi 5 fornitori di palmari al mondo (fonte: IDC)
- 2004

Mio DigiWalker entra sui mercati di Europa, Medio Oriente e Africa e si colloca al quinto posto nell'area nel giro del primo anno
Mio DigiWalker è al primo posto nel settore dei palmari in Corea del Sud e a Taiwan (fonte: IDC)
- 2003

Lancio di Mio DigiWalker 168, il primo PDA al mondo munito di GPS integrato in Corea del Sud e a Taiwan
- 2002

Fondazione di Mio Technology Limited